# Clasificación de Concacaf para la Copa Mundial de Fútbol de 1994
Para la Copa Mundial de Fútbol de 1994, la Concacaf tuvo un total de 2 cupos directos y 0.25 adicional, es decir, que el tercer clasificado ganaba el derecho de jugar dos repescas, una contra el campeón de la OFC y en caso de ganarla, otra posterior contra el cuarto clasificado de CONMEBOL para buscar otro cupo al Mundial. 23 selecciones pertenecientes a la Concacaf y a la FIFA participaron en esta etapa clasificatoria.
La selección de Estados Unidos estaba clasificada directamente por ser el país organizador del Mundial, mientras que México ganó su cupo directo en el proceso clasificatorio. Canadá avanzó a la repesca intercontinental, siendo eliminada por Australia.

## Zona del Caribe

### Primera fase preliminar
| 21 de marzo de 1992 | República Dominicana | 1–2 | Puerto Rico            | Estadio Olímpico Félix Sánchez, Santo Domingo, República Dominicana |                                                     |
|                     | Rodríguez 67'        |     | Lugris 23' · Borja 57' | Asistencia: 300 espectadores Árbitro(s): Livingston                 | Asistencia: 300 espectadores Árbitro(s): Livingston |

| 29 de marzo de 1992 | Puerto Rico | 1–1 (Global 3-2) | República Dominicana | Coliseo José Miguel Agrelot, San Juan, Puerto Rico |                                                 |
|                     | Paonessa 6' |                  | Rodríguez 3'         | Asistencia: 300 espectadores Árbitro(s): Forbes    | Asistencia: 300 espectadores Árbitro(s): Forbes |

| 22 de marzo de 1992 | Santa Lucía | 1–0 | San Vicente y las Granadinas | Mindoo Philip Park, Castries, Santa Lucía          |                                                    |
|                     | Jean 5'     |     |                              | Asistencia: 6,000 espectadores Árbitro(s): Peleris | Asistencia: 6,000 espectadores Árbitro(s): Peleris |

| 29 de marzo de 1992 | San Vicente y las Granadinas      | 3–1 (Global 3-2) | Santa Lucía | Arnos Vale Stadium, Kingstown, San Vicente         |                                                    |
|                     | Joseph 33' · Jack 56' · Brown 66' |                  | Jean 22'    | Asistencia: 5,000 espectadores Árbitro(s): Ramdhan | Asistencia: 5,000 espectadores Árbitro(s): Ramdhan |

### Segunda fase preliminar
| 26 de abril de 1992 | Bermudas   | 1–0 | Haití | Nacional, Hamilton, Bermudas                          |                                                       |
|                     | Goater 87' |     |       | Asistencia: 25,500 espectadores Árbitro(s): Dominguez | Asistencia: 25,500 espectadores Árbitro(s): Dominguez |

| 25 de mayo de 1992                                    | Haití           | 2–1 (Global 2-2) | Bermudas   | Stade Sylvio Cator, Port-au-Prince, Haití             |                                                       |
|                                                       | Eliezar 24' 34' |                  | Goater 20' | Asistencia: 6,000 espectadores Árbitro(s): Livingston | Asistencia: 6,000 espectadores Árbitro(s): Livingston |
| Bermudas clasifica por la regla del gol de visitante. |                 |                  |            |                                                       |                                                       |

| 23 de mayo de 1992 | Jamaica               | 2–1 | Puerto Rico | Independence Park, Kingston, Jamaica                |                                                     |
|                    | Hyde 57' · Wilson 67' |     | Espinoza 3' | Asistencia: 3,057 espectadores Árbitro(s): Harewood | Asistencia: 3,057 espectadores Árbitro(s): Harewood |

| 30 de mayo de 1992 | Puerto Rico | 0–1 (Global 3-1) | Jamaica    | Coliseo José Miguel Agrelot, San Juan, Puerto Rico |                   |
|                    |             |                  | Wright 31' | Árbitro(s): Bucci                                  | Árbitro(s): Bucci |

| 19 de abril de 1992 | Antillas Neerlandesas | 1–1 | Antigua y Barbuda | Estadio Ergilio Hato, Willemstad, Antillas Neerlandesas |                                                     |
|                     | Regales 38'           |     | Clarke 31'        | Asistencia: 10,000 espectadores Árbitro(s): Stewart     | Asistencia: 10,000 espectadores Árbitro(s): Stewart |

| 26 de abril de 1992 | Antigua y Barbuda  | 3–0 (Global 4-1) | Antillas Neerlandesas | Antigua Recreation Ground, Saint John, Antigua y Barbuda |                                                  |
|                     | Edwards 6' 75' 85' |                  |                       | Asistencia: 5,000 espectadores Árbitro(s): Niles         | Asistencia: 5,000 espectadores Árbitro(s): Niles |

| 24 de abril de 1992 | Guyana      | 1–2 | Surinam                 | Bourda, Georgetown, Guyana     |                                |
|                     | Stanton 43' |     | Simson 52' · Leyman 68' | Asistencia: 3,500 espectadores | Asistencia: 3,500 espectadores |

| 25 de mayo de 1992 | Surinam    | 1–1 (Global 3-2) | Guyana     | Estadio André Kamperveen, Paramaribo, Surinam      |                                                    |
|                    | Godlieb 2' |                  | Archer 48' | Asistencia: 5,000 espectadores Árbitro(s): Barrett | Asistencia: 5,000 espectadores Árbitro(s): Barrett |

| 19 de abril de 1992 | Barbados  | 1–2 | Trinidad y Tobago        | Hadley Court Stadium, Bridgetown, Barbados        |                                                   |
|                     | White 55' |     | Latapy 20' · Charles 66' | Asistencia: 5,600 espectadores Árbitro(s): Joseph | Asistencia: 5,600 espectadores Árbitro(s): Joseph |

| 31 de mayo de 1992 | Trinidad y Tobago                      | 3–0 (Global 5-1) | Barbados | Queen's Park Oval, Port of Spain, Trinidad y Tobago |                                                   |
|                    | Faustin 63' · Jamerson 72' · Lewis 74' |                  |          | Asistencia: 13,000 espectadores Árbitro(s): Smith   | Asistencia: 13,000 espectadores Árbitro(s): Smith |

- Cuba se retiró, también avanzó San Vicente y las Granadinas.

### Primera fase
| 14 de junio de 1992 | Antigua y Barbuda | 0–3 | Bermudas                               | Antigua Recreation Ground, Saint John, Antigua y Barbuda |                                                  |
|                     |                   |     | Thompson 21' · Cann 70' · Jennings 79' | Asistencia: 5,000 espectadores Árbitro(s): Smith         | Asistencia: 5,000 espectadores Árbitro(s): Smith |

| 4 de julio de 1992 | Bermudas       | 2–1 (Global 5-1) | Antigua y Barbuda | Estadio Nacional de las Bermudas, Hamilton, Bermudas |                    |
|                    | Goater 42' 47' |                  | Ivor 17'          | Árbitro(s): Garzay                                   | Árbitro(s): Garzay |

| 5 de julio de 1992 | Trinidad y Tobago | 1–2 | Jamaica                 | Queen's Park Oval, Port of Spain, Trinidad y Tobago  |                                                      |
|                    | Charles 80'       |     | Isaacs 52' · Anglin 65' | Asistencia: 20,000 espectadores Árbitro(s): D'Aquila | Asistencia: 20,000 espectadores Árbitro(s): D'Aquila |

| 16 de agosto de 1992 | Jamaica   | 1–1 (Global 3-2) | Trinidad y Tobago | Independence Park, Kingston, Jamaica                |                                                     |
|                      | Davis 28' |                  | Haynes 41'        | Asistencia: 16,000 espectadores Árbitro(s): Ramírez | Asistencia: 16,000 espectadores Árbitro(s): Ramírez |

| 2 de agosto de 1992 | Surinam | 0–0 | San Vicente y las Granadinas | Estadio André Kamperveen, Paramaribo, Surinam |  |
|                     |         |     |                              | Asistencia: 6,000 espectadores                |  |

| 30 de agosto de 1992 | San Vicente y las Granadinas | 2–1 (Global 2-1) | Surinam     | Arnos Vale Stadium, Kingstown, San Vicente |                                |
|                      | Joseph 31' · Dupont 81'      |                  | Francis 17' | Asistencia: 5,000 espectadores             | Asistencia: 5,000 espectadores |

## Zona Centroamericana
| 19 de julio de 1992 | Guatemala | 0:0 | Honduras | Estadio Mateo Flores, Ciudad de Guatemala             |  |
|                     |           |     |          | Asistencia: 39 792 espectadores Árbitro(s): Majid Jay |  |

| 26 de julio de 1992 | Honduras               | 2:0 (0:0) (Global 2:0) | Guatemala | Estadio Nacional, Tegucigalpa                            |                                                          |
|                     | Obando 86' · Suazo 88' |                        |           | Asistencia: 37 500 espectadores Árbitro(s): José Ramírez | Asistencia: 37 500 espectadores Árbitro(s): José Ramírez |

| 19 de julio de 1992 | Nicaragua | 0:5 (0:3) | El Salvador                                            | Estadio Nacional, Managua                                   |                                                             |
|                     |           |           | Estrada 3' · González 17' 78' · Castro 21' · Ulloa 73' | Asistencia: 4642 espectadores Árbitro(s): Ramón Luis Méndez | Asistencia: 4642 espectadores Árbitro(s): Ramón Luis Méndez |

| 23 de julio de 1992 | El Salvador                                                | 5:1 (2:0) (Global 10:1) | Nicaragua   | Estadio Cuscatlán, San Salvador                             |                                                             |
|                     | Castro 14' 47' · Cienfuegos 34' · González 48' · Ulloa 67' |                         | Rostrán 65' | Asistencia: 8272 espectadores Árbitro(s): José Luis Fuentes | Asistencia: 8272 espectadores Árbitro(s): José Luis Fuentes |

| 16 de agosto de 1992 | Panamá              | 1:0 (1:0) | Costa Rica | Estadio Rommel Fernández, Ciudad de Panamá |                           |
|                      | Mendieta 29' (pen.) |           |            | Árbitro(s): Armando Pérez                  | Árbitro(s): Armando Pérez |

| 23 de agosto de 1992 | Costa Rica                                                    | 5:1 (4:0) (Global 5:2) | Panamá              | Estadio Nacional, San José |                           |
|                      | Berry 17' (pen.) · Ramírez 20' · Arguedas 28' 33' · Astúa 84' |                        | Mendieta 89' (pen.) | Árbitro(s): Jack D'Aquila  | Árbitro(s): Jack D'Aquila |

## Segunda ronda

### Grupo A
| Pos. | Equipo                       | Pts. | PJ | G | E | P | GF | GC | Dif. | Clasificación |
| ---- | ---------------------------- | ---- | -- | - | - | - | -- | -- | ---- | ------------- |
| 1    | México                       | 9    | 6  | 4 | 1 | 1 | 22 | 3  | +19  | Ronda final   |
| 2    | Honduras                     | 9    | 6  | 4 | 1 | 1 | 14 | 6  | +8   | Ronda final   |
| 3    | Costa Rica                   | 6    | 6  | 3 | 0 | 3 | 11 | 9  | +2   |               |
| 4    | San Vicente y las Granadinas | 0    | 6  | 0 | 0 | 6 | 0  | 29 | −29  |               |

 Fuente: 
| Fecha                   | Lugar            |                              |                                         | Resultado  |                                         |                              |
| ----------------------- | ---------------- | ---------------------------- | --------------------------------------- | ---------- | --------------------------------------- | ---------------------------- |
| 8 de noviembre de 1992  | Kingstown        | San Vicente y las Granadinas | Bandera de San Vicente y las Granadinas | 0:4 (0:1)  | Bandera de México                       | México                       |
| 8 de noviembre de 1992  | San José         | Costa Rica                   | Bandera de Costa Rica                   | 2:3 (2:0)  | Bandera de Honduras                     | Honduras                     |
| 15 de noviembre de 1992 | Ciudad de México | México                       | Bandera de México                       | 2:0 (1:0)  | Bandera de Honduras                     | Honduras                     |
| 15 de noviembre de 1992 | Kingstown        | San Vicente y las Granadinas | Bandera de San Vicente y las Granadinas | 0:1 (0:0)  | Bandera de Costa Rica                   | Costa Rica                   |
| 22 de noviembre de 1992 | Ciudad de México | México                       | Bandera de México                       | 4:0 (0:0)  | Bandera de Costa Rica                   | Costa Rica                   |
| 22 de noviembre de 1992 | Kingstown        | San Vicente y las Granadinas | Bandera de San Vicente y las Granadinas | 0:4 (0:2)  | Bandera de Honduras                     | Honduras                     |
| 28 de noviembre de 1992 | Tegucigalpa      | Honduras                     | Bandera de Honduras                     | 4:0 (3:0)  | Bandera de San Vicente y las Granadinas | San Vicente y las Granadinas |
| 29 de noviembre de 1992 | San José         | Costa Rica                   | Bandera de Costa Rica                   | 2:0 (0:0)  | Bandera de México                       | México                       |
| 5 de diciembre de 1992  | Tegucigalpa      | Honduras                     | Bandera de Honduras                     | 2:1 (1:0)  | Bandera de Costa Rica                   | Costa Rica                   |
| 6 de diciembre de 1992  | Ciudad de México | México                       | Bandera de México                       | 11:0 (6:0) | Bandera de San Vicente y las Granadinas | San Vicente y las Granadinas |
| 13 de diciembre de 1992 | San José         | Costa Rica                   | Bandera de Costa Rica                   | 5:0 (2:0)  | Bandera de San Vicente y las Granadinas | San Vicente y las Granadinas |
| 13 de diciembre de 1992 | Tegucigalpa      | Honduras                     | Bandera de Honduras                     | 1:1 (0:0)  | Bandera de México                       | México                       |

### Grupo B
| Pos. | Equipo      | Pts. | PJ | G | E | P | GF | GC | Dif. | Clasificación |
| ---- | ----------- | ---- | -- | - | - | - | -- | -- | ---- | ------------- |
| 1    | El Salvador | 9    | 6  | 4 | 1 | 1 | 12 | 6  | +6   | Ronda final   |
| 2    | Canadá      | 7    | 6  | 2 | 3 | 1 | 9  | 7  | +2   | Ronda final   |
| 3    | Jamaica     | 4    | 6  | 1 | 2 | 3 | 6  | 9  | −3   |               |
| 4    | Bermudas    | 4    | 6  | 1 | 2 | 3 | 7  | 12 | −5   |               |

 Fuente: 
| Fecha                   | Lugar        |             |                        | Resultado |                        |             |
| ----------------------- | ------------ | ----------- | ---------------------- | --------- | ---------------------- | ----------- |
| 18 de octubre de 1992   | Kingston     | Jamaica     | Bandera de Jamaica     | 1:1 (0:0) | Bandera de Canadá      | Canadá      |
| 18 de octubre de 1992   | Hamilton     | Bermudas    | Bandera de Bermudas    | 1:0 (0:0) | Bandera de El Salvador | El Salvador |
| 25 de octubre de 1992   | San Salvador | El Salvador | Bandera de El Salvador | 1:1 (1:0) | Bandera de Canadá      | Canadá      |
| 25 de octubre de 1992   | Hamilton     | Bermudas    | Bandera de Bermudas    | 1:1 (0:0) | Bandera de Jamaica     | Jamaica     |
| 1 de noviembre de 1992  | Toronto      | Canadá      | Bandera de Canadá      | 1:0 (0:0) | Bandera de Jamaica     | Jamaica     |
| 1 de noviembre de 1992  | San Salvador | El Salvador | Bandera de El Salvador | 4:1 (2:0) | Bandera de Bermudas    | Bermudas    |
| 8 de noviembre de 1992  | Vancouver    | Canadá      | Bandera de Canadá      | 2:3 (1:1) | Bandera de El Salvador | El Salvador |
| 8 de noviembre de 1992  | Kingston     | Jamaica     | Bandera de Jamaica     | 3:2 (2:0) | Bandera de Bermudas    | Bermudas    |
| 15 de noviembre de 1992 | Burnaby      | Canadá      | Bandera de Canadá      | 4:2 (3:0) | Bandera de Bermudas    | Bermudas    |
| 22 de noviembre de 1992 | Kingston     | Jamaica     | Bandera de Jamaica     | 0:2 (0:1) | Bandera de El Salvador | El Salvador |
| 6 de diciembre de 1992  | San Salvador | El Salvador | Bandera de El Salvador | 2:1 (1:1) | Bandera de Jamaica     | Jamaica     |
| 6 de diciembre de 1992  | Hamilton     | Bermudas    | Bandera de Bermudas    | 0:0       | Bandera de Canadá      | Canadá      |

## Ronda final
| Pos. | Equipo      | Pts. | PJ | G | E | P | GF | GC | Dif. | Clasificación            |     | Bandera de México | Bandera de Canadá | Bandera de El Salvador | Bandera de Honduras |
| ---- | ----------- | ---- | -- | - | - | - | -- | -- | ---- | ------------------------ | --- | ----------------- | ----------------- | ---------------------- | ------------------- |
| 1    | México      | 10   | 6  | 5 | 0 | 1 | 17 | 5  | +12  | Copa Mundial de 1994     |     | —                 | 4:0               | 3:1                    | 3:0                 |
| 2    | Canadá      | 7    | 6  | 3 | 1 | 2 | 10 | 10 | 0    | Repesca intercontinental |     | 1:2               | —                 | 2:0                    | 3:1                 |
| 3    | El Salvador | 4    | 6  | 2 | 0 | 4 | 6  | 11 | −5   |                          |     | 2:1               | 1:2               | —                      | 2:1                 |
| 4    | Honduras    | 3    | 6  | 1 | 1 | 4 | 7  | 14 | −7   |                          | 1:4 | 2:2               | 2:0               | —                      |                     |

 Fuente: 

### Evolución de la clasificación
| País / Fecha | 1  | 2  | 3  | 4  | 5  | 6  |
| ------------ | -- | -- | -- | -- | -- | -- |
| México       | 4° | 2° | 2° | 1° | 1° | 1° |
| Canadá       | 2° | 1° | 1° | 2° | 2° | 2° |
| El Salvador  | 1° | 3° | 3° | 4° | 4° | 3° |
| Honduras     | 3° | 4° | 4° | 3° | 3° | 4° |

### Resultados
| Fecha               | Lugar            |             |                        | Resultado |                        |             |
| ------------------- | ---------------- | ----------- | ---------------------- | --------- | ---------------------- | ----------- |
| 4 de abril de 1993  | San Salvador     | El Salvador | Bandera de El Salvador | 2:1 (1:0) | Bandera de México      | México      |
| 4 de abril de 1993  | Tegucigalpa      | Honduras    | Bandera de Honduras    | 2:2 (1:1) | Bandera de Canadá      | Canadá      |
| 11 de abril de 1993 | Ciudad de México | México      | Bandera de México      | 3:0 (1:0) | Bandera de Honduras    | Honduras    |
| 11 de abril de 1993 | Vancouver        | Canadá      | Bandera de Canadá      | 2:0 (2:0) | Bandera de El Salvador | El Salvador |
| 18 de abril de 1993 | Ciudad de México | México      | Bandera de México      | 3:1 (1:0) | Bandera de El Salvador | El Salvador |
| 18 de abril de 1993 | Vancouver        | Canadá      | Bandera de Canadá      | 3:1 (0:1) | Bandera de Honduras    | Honduras    |
| 25 de abril de 1993 | Ciudad de México | México      | Bandera de México      | 4:0 (2:0) | Bandera de Canadá      | Canadá      |
| 25 de abril de 1993 | Tegucigalpa      | Honduras    | Bandera de Honduras    | 2:0 (1:0) | Bandera de El Salvador | El Salvador |
| 2 de mayo de 1993   | San Salvador     | El Salvador | Bandera de El Salvador | 1:2 (0:1) | Bandera de Canadá      | Canadá      |
| 2 de mayo de 1993   | Tegucigalpa      | Honduras    | Bandera de Honduras    | 1:4 (0:2) | Bandera de México      | México      |
| 9 de mayo de 1993   | San Salvador     | El Salvador | Bandera de El Salvador | 2:1 (2:0) | Bandera de Honduras    | Honduras    |
| 9 de mayo de 1993   | Toronto          | Canadá      | Bandera de Canadá      | 1:2 (1:1) | Bandera de México      | México      |

## Repesca intercontinental
| 31 de julio de 1993 | Canadá                   | 2:1 (0:1) | Australia          | Commonwealth Stadium, Edmonton                            |                                                           |
| 20:30 (UTC–6)       | Watson 50' · Mobilio 57' | Reporte   | Dasovic 44' (a.g.) | Asistencia: 27 775 espectadores Árbitro(s): Arturo Brizio | Asistencia: 27 775 espectadores Árbitro(s): Arturo Brizio |

| 15 de agosto de 1993 | Australia                      | 2:1 (2:1, 1:0) (t. s.)(4:1 p.) | Canadá                       | Estadio Aussie, Sídney                                        |                                                               |
| 19:30 (UTC+10)       | Farina 45' · Durakovic 77'     | Reporte                        | Hooper 54'                   | Asistencia: 25 982 espectadores Árbitro(s): Shin-Ichiro Obata | Asistencia: 25 982 espectadores Árbitro(s): Shin-Ichiro Obata |
|                      |                                | Tiros desde el punto penal     |                              |                                                               |                                                               |
|                      | Wade · Vidmar · Tobin · Farina |                                | Mitchell · Bunbury · Sweeney |                                                               |                                                               |

## Estadísticas

### Tabla general
| Pos. | Equipo                       | Pts | PJ | PG | PE | PP | GF | GC | Dif. | Rend.  |
| ---- | ---------------------------- | --- | -- | -- | -- | -- | -- | -- | ---- | ------ |
| 1    | México                       | 19  | 12 | 9  | 1  | 2  | 39 | 8  | 31   | 79.17% |
| 2    | Canadá                       | 16  | 14 | 6  | 4  | 4  | 22 | 20 | 2    | 57.14% |
| 3    | El Salvador                  | 17  | 14 | 8  | 1  | 5  | 28 | 18 | 10   | 60.71% |
| 4    | Honduras                     | 15  | 14 | 6  | 3  | 5  | 23 | 20 | 3    | 53.57% |
| 5    | Jamaica                      | 11  | 10 | 4  | 3  | 3  | 12 | 12 | 0    | 55%    |
| 6    | Bermudas                     | 10  | 10 | 4  | 2  | 4  | 14 | 15 | -1   | 50%    |
| 7    | Costa Rica                   | 8   | 8  | 4  | 0  | 4  | 16 | 11 | 5    | 50%    |
| 8    | San Vicente y las Granadinas | 5   | 10 | 2  | 1  | 7  | 5  | 32 | -27  | 25%    |
| 9    | Trinidad y Tobago            | 5   | 4  | 2  | 1  | 1  | 7  | 4  | 3    | 62.5%  |
| 10   | Surinam                      | 5   | 4  | 2  | 1  | 1  | 4  | 4  | 0    | 62.5%  |
| 11   | Antigua y Barbuda            | 3   | 4  | 1  | 1  | 2  | 5  | 6  | -1   | 37.5%  |
| 12   | Panamá                       | 2   | 2  | 1  | 0  | 1  | 2  | 5  | -3   | 50%    |
| 13   | Guatemala                    | 1   | 2  | 0  | 1  | 1  | 0  | 2  | -2   | 25%    |
| 14   | Nicaragua                    | 0   | 2  | 0  | 0  | 2  | 1  | 10 | -9   | 0%     |
| 15   | Haití                        | 2   | 2  | 1  | 0  | 1  | 2  | 2  | 0    | 50%    |
| 16   | Guyana                       | 1   | 2  | 0  | 1  | 1  | 2  | 3  | -1   | 25%    |
| 17   | Antillas Neerlandesas        | 1   | 2  | 0  | 1  | 1  | 1  | 4  | -3   | 25%    |
| 18   | Puerto Rico                  | 1   | 4  | 0  | 1  | 3  | 4  | 5  | -1   | 12.5%  |
| 19   | Barbados                     | 0   | 2  | 0  | 0  | 2  | 1  | 5  | -4   | 0%     |
| 20   | Santa Lucía                  | 2   | 2  | 1  | 0  | 1  | 2  | 3  | -1   | 50%    |
| 21   | República Dominicana         | 1   | 2  | 0  | 1  | 1  | 2  | 3  | -1   | 25%    |

### Goleadores
| Jugador         | Selección   | Goles marcados | PJ |
| --------------- | ----------- | -------------- | -- |
| Francisco Uribe | México      | 7              | 4  |
| Shaun Goater    | Bermudas    | 7              | 10 |
| Jorge González  | El Salvador | 6              | 10 |
| Óscar Ulloa     | El Salvador | 6              | 11 |
| Alex Bunbury    | Canadá      | 6              | 14 |
| César Obando    | Honduras    | 5              | 5  |
| Juan Flores     | Honduras    | 5              | 8  |

## Clasificados
| Bandera de México | Bandera de Estados Unidos |
| México            | Estados Unidos            |
| Primer puesto     | Anfitrión                 |